# Scrooge - Canto di Natale
Scrooge - Canto di Natale (Scrooge: A Christmas Carol) è un film d'animazione del 2022 scritto e diretto da Stephen Donnelly.
La pellicola è un libero adattamento cinematografico del romanzo Canto di Natale di Charles Dickens e del film La più bella storia di Dickens (Scrooge) di Ronald Neame (1970), di cui riprende diverse canzoni scritte da Leslie Bricusse.

## Trama
Londra, dicembre 1843. L'avarissimo usuraio Ebenezer Scrooge odia il Natale, perché durante la sua vita accadevano eventi spiacevoli proprio il giorno di quella festa; uno degli ultimi è stato la perdita del suo socio Jacob Marley. L'aiutante di Scrooge, Bob Cratchit, chiede all'uomo di avere una giornata libera proprio per Natale, ma questi gli dice di venire lo stesso: avrà mezza giornata libera. Successivamente arriva anche suo nipote Harry che gli chiede di venire alla cena di Natale, ma questi rifiuta.
Durante la notte il vecchio riceve la visita del fantasma di Jacob Marley, incatenato, che lo avverte che se non cambierà il suo modo di fare finirà come lui, e che quella notte arriveranno tre spiriti che gli insegneranno il vero senso del Natale. Di fatto arriva il primo, lo spirito del natale passato, che lo porta indietro nel tempo, dove nessuno può vederlo e sentirlo, gli fa vedere come era felice con la sorella, e di come abbia perso una donna molto importante per lui, dopo aver iniziato il suo mestiere di usuraio. Scrooge è addolorato da questi ricordi. Subito dopo essere tornato a casa, riceve la visita dello Spirito del Natale Presente che gli dice che non bisogna sprecare la vita ed essere sempre felici di questo dono di Dio come fa lui. Gli mostra come sta passando bene la serata il nipote Harry, e di contro la cena del suo aiutante Cratchit; Scrooge scopre che il figlio di questi è gravemente malato. Lo spirito del natale presente sta per andarsene insieme ai suoi folletti, quando improvvisamente si trasforma nello spirito del natale a venire, che gli mostra che sono molto felici della morte di una persona, Scrooge in un primo momento pensa che lo stiano lodando, ma poi vede che quel defunto è lui, e che anche il figlio di Cratchit, Tim, è morto. Scrooge dice allo spirito che può pure avere quel che si merita, ma implora di cambiare il futuro del piccolo Tim; lo spirito scaraventa l'uomo nella sua stessa tomba del futuro.
Scrooge si risveglia, all'inizio pensa di avere sognato, ma poi incomincia a sentire la presenza degli spiriti maligni. Scrooge invita mezzo paese a una festa a casa sua, e da quel giorno diventa più cortese verso gli altri.

## Produzione
Nel luglio 2022 è stato annunciato che Stephen Donnelly avrebbe diretto un nuovo adattamento del Canto di Natale con Luke Evans e Olivia Colman.

## Distribuzione
Il primo trailer del film è stato pubblicato il 10 novembre 2022.
Scrooge - Canto di Natale è stato reso disponibile sulla piattaforma Netflix il 2 dicembre 2022.